# Магніт Біттера

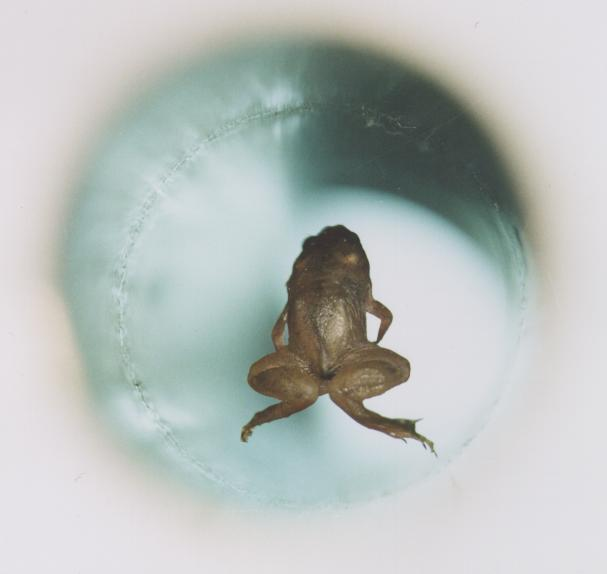
Дія магнітного поля з індукцією 16 тесла, створеного за допомогою котушок Біттера, на компактні діамагнітні об'єкти — діамагнітна левітація. (Шнобелівська премія з фізики за 2000 рік.)

Магніт Біттера (соленоїд або котушка Біттера) — тип електромагнітів, які використовуються для створення стаціонарних (не імпульсних) дуже сильних магнітних полів. Винайдено Френсісом Біттером в 1933 році. За допомогою таких магнітів отримано поле з магнітною індукцією, яка перевищує 35 Тл (2008 рік).

## Пристрій

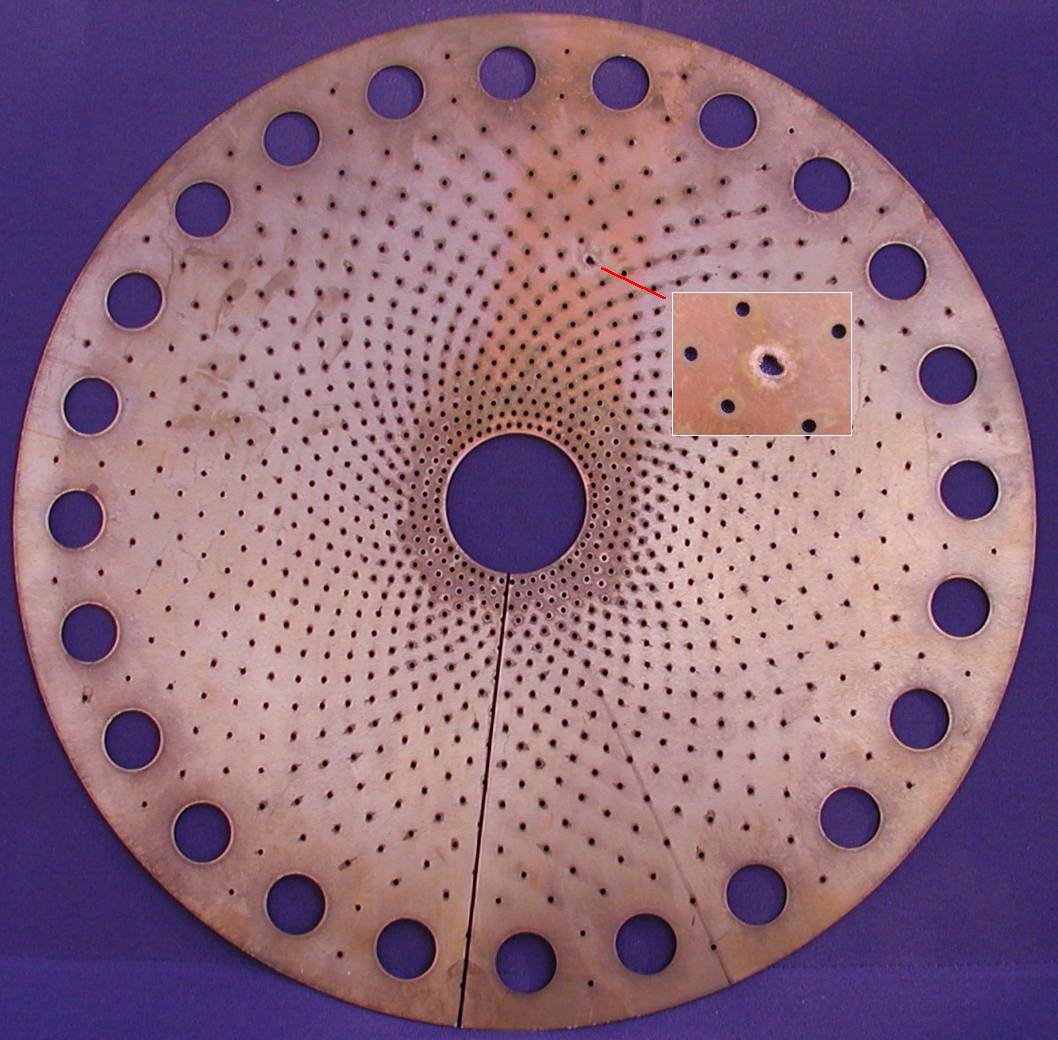
Мідна пластина з діаметром 40 см — один з витоків магніту Біттера з полем до 16 Тл. Охолоджуюча рідина прокачується через отвори. Робочий струм до 40 кА. Збільшено пошкоджений перегрівом отвір.

Магніт (котушка) Біттера складається з безлічі металевих дисків, розрізаних по радіусу (Пластини Біттера). Диски чергуються з дископодібними діелектричними прокладками, формуючи подвійну спіраль. Після формування спіралі в дисках робиться кілька сотень наскрізних отворів, через які прокачується рідина з метою охолодження установки.
У першому, побудованому в 1936 році, магніті Біттера використовувалися в якості витків мідні диски, ізольовані один від одного пластинами слюди. Через 600 отворів прокачували 800 галонів води за хвилину (50 літрів в секунду). Електрична потужність установки становила 1,7-2 МВт. Досягнута напруженість магнітного поля становила до 10 Тесла (100 тис. Гс), при цьому установка була короткочасно працездатна аж до 15,2 Тл. Цей магніт функціонував до 1962 року, при цьому до 1958 року він залишався самим потужним магнітом в світі з тривало підтримуваним постійним полем.
В сучасних магнітах Біттера змінені форма розрізу диска (вигнутий розріз замість прямого радіального) і розташування, форма охолоджуючих отворів (використовуються отвори в вигляді щілини замість круглих). В сучасних магнітах форма і розмір витків-пластин, розташованих на зрізах магніту, може плавно змінюватися.
Основним недоліком соленоїдів Біттера є їх висока споживана потужність через резистивний нагрів. Але вони застосовуються для створення сильних магнітних полів, недосяжних для надпровідних магнітів (критичне поле, що руйнує надпровідність, для поширених надпровідників складає 8-28 Тл, реально використовуються магніти до 10-20 Тл).

## Рекордні установки
У 2011 році в Національній лабораторії високого магнітного поля (Tallahassee, Флорида, США) встановлений магніт Біттера з максимальним стаціонарним полем в 36,2 Тл. Використовується кілька сотень пластин Біттера, організованих в 4 циліндричних вкладених один в один магніти. Електрична потужність — 19,6 МВт, для охолодження прокачується 139 літрів води в секунду.
Більш потужні постійні поля, аж до 45 Тл, досягаються в магнітах Біттера, встановлених всередині надпровідного магніту.

## Цікаві факти
- Співавтором статті про спостереження обертання Землі за допомогою левітуючих діамагнітних гіроскопів у полі, створюваному магнітом Біттера, став хом'ячок на прізвисько «HAMS ter Tisha», який брав «безпосередню участь» в експериментах з левітації[4][5].